# Ciro Longobardi
Ciro Longobardi ist ein italienischer Pianist.

## Leben
Longobardi erhielt Klavierunterricht bei Carlo Alessandro Lapegna. Mit einem europäischen Stipendium studierte er an der Scuola di Alto Perfezionamento Musicale in Saluzzo. Dort gehörten Alexander Lonquich, Franco Gulli, Maurice Bourgue und Franco Rossi zu seinen Lehrern. Weiterhin studierte er an der Universität Neapel Federico II und besuchte von 1994 bis 1996 Meisterklassen von Bernhard Wambach in Darmstadt und Parma. 1994 war er Preisträger beim Internationalen Gaudeamus Wettbewerb für Interpreten zeitgenössischer Musik in Rotterdam. Bei den Internationalen Ferienkursen für Neue Musik in Darmstadt gewann er noch im selben Jahr den Kranichsteiner Musikpreis.
Er war 1993 Begründer des Ensemble Dissonanzen in Neapel. Für seine CD Integrale delle opere per pianoforte solo (mit Ivan Fedele) wurde er mehrfach ausgezeichnet u. a. mit dem Sonderpreis der Kritiker (M&D) und dem Coup de Coeur de Radio France. Von 2012 bis 2014 wirkte er als Klavierlehrer am Conservatorio della Svizzera italiana in Lugano. Derzeit unterrichtet er am Department of Keyboard and Percussions des Conservatorio di Musica 'Giuseppe Martucci' in Salerno.